# Finkenberger Mühle

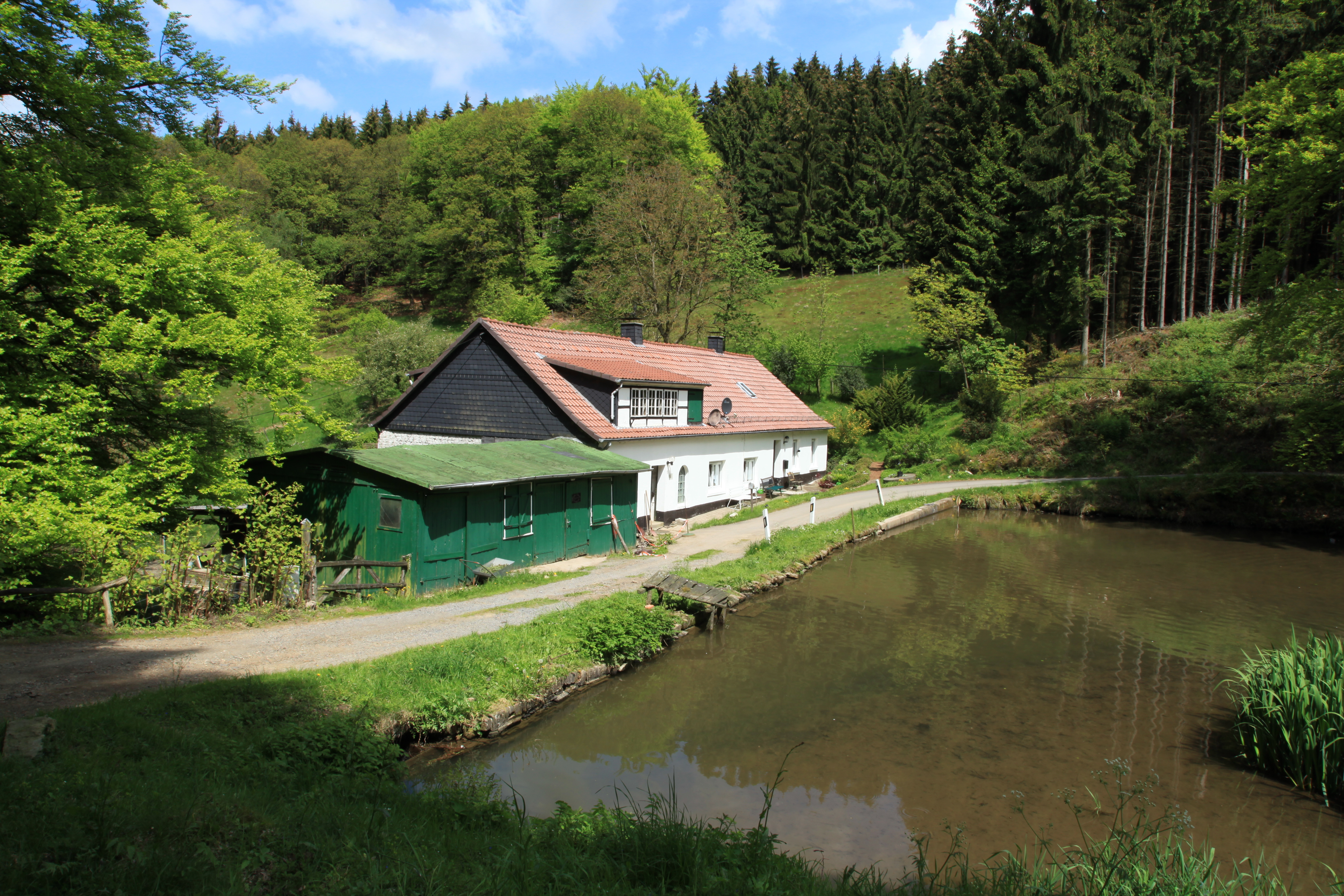
Finkenberger Mühle (2012)

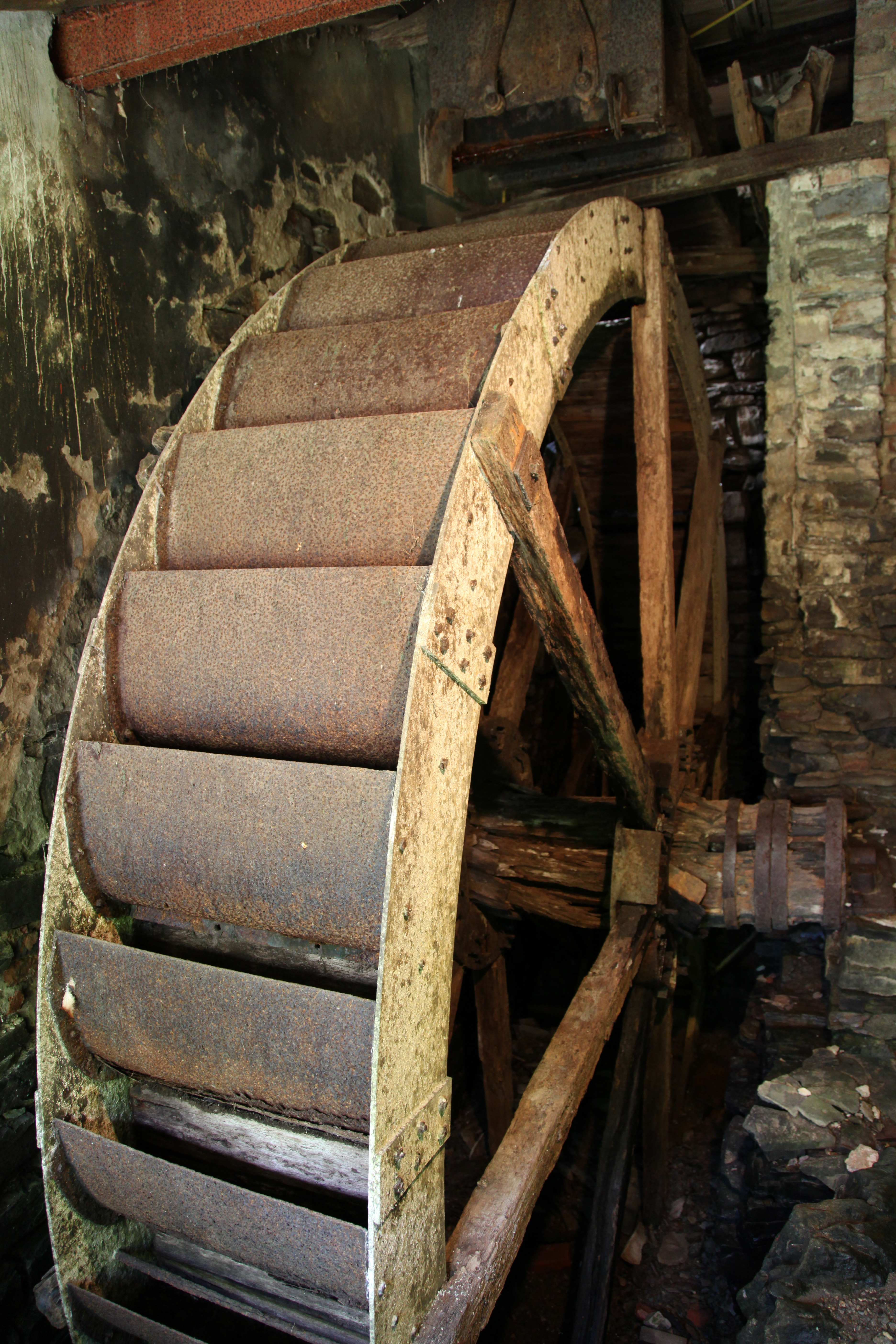
Das Wasserrad der Finkenberger Mühle

Die Finkenberger Mühle ist eine denkmalgeschützte Wassermühlenanlage in der nordrhein-westfälischen Stadt Breckerfeld in Deutschland. Sie befindet sich in Einzellage im Tal des Finkenberger Bachs (auch Schwarzenbruch-Bach genannt) im Nordwesten des Gemeindegebiets nur wenige hundert Meter entfernt von der Grenze zu Ennepetal. Rund 1,2 km südöstlich liegt die Breckerfelder Ortschaft und alte Bauerschaft Brenscheid, zu deren Bereich die Finkenberger Mühle historisch gehört.
Betrieben wurde die ehemalige Getreidemühle über einen Zeitraum von ungefähr einhundert Jahren bis 1964. Sie ist fast vollständig erhalten und verfügt über ein oberschlächtiges Wasserrad mit einem Durchmesser von 5,60 m und einem Achsdurchmesser von 0,65 m. Das Rad konnte wahlweise einen von drei Mahlgängen antreiben.

## Geschichte
Im Bereich des heutigen Mühlenstandorts mit dem Mühlenteich gab es ein Vorgängerbauwerk, das im Urkataster von 1826 als Ölmühle bezeichnet wurde.
Die bis heute erhaltene Kornmühle, ein zweigeschossiges dreiachsiges Bruchsteingebäude, ist seit 1871 durch eine weitere Katastereintragung belegt. Sie wurde vermutlich 1860 oder 1861 gebaut und in Betrieb genommen.
Etwa 1929/1930 wurde das Mühlengebäude um ein langgestrecktes Wohnhaus erweitert. Mühlen- und Wohngebäude tragen ein gemeinsames Satteldach; das Wasserrad befindet sich in einem kleinen Vorbau des Mühlengebäudes.
1964 wurde der Mühlenbetrieb eingestellt.
1985 wurde die Mühle unter der Nummer 26 in die Baudenkmalliste von Breckerfeld aufgenommen. Sie kann nach Anmeldung besichtigt werden.